# Kwai Tsing

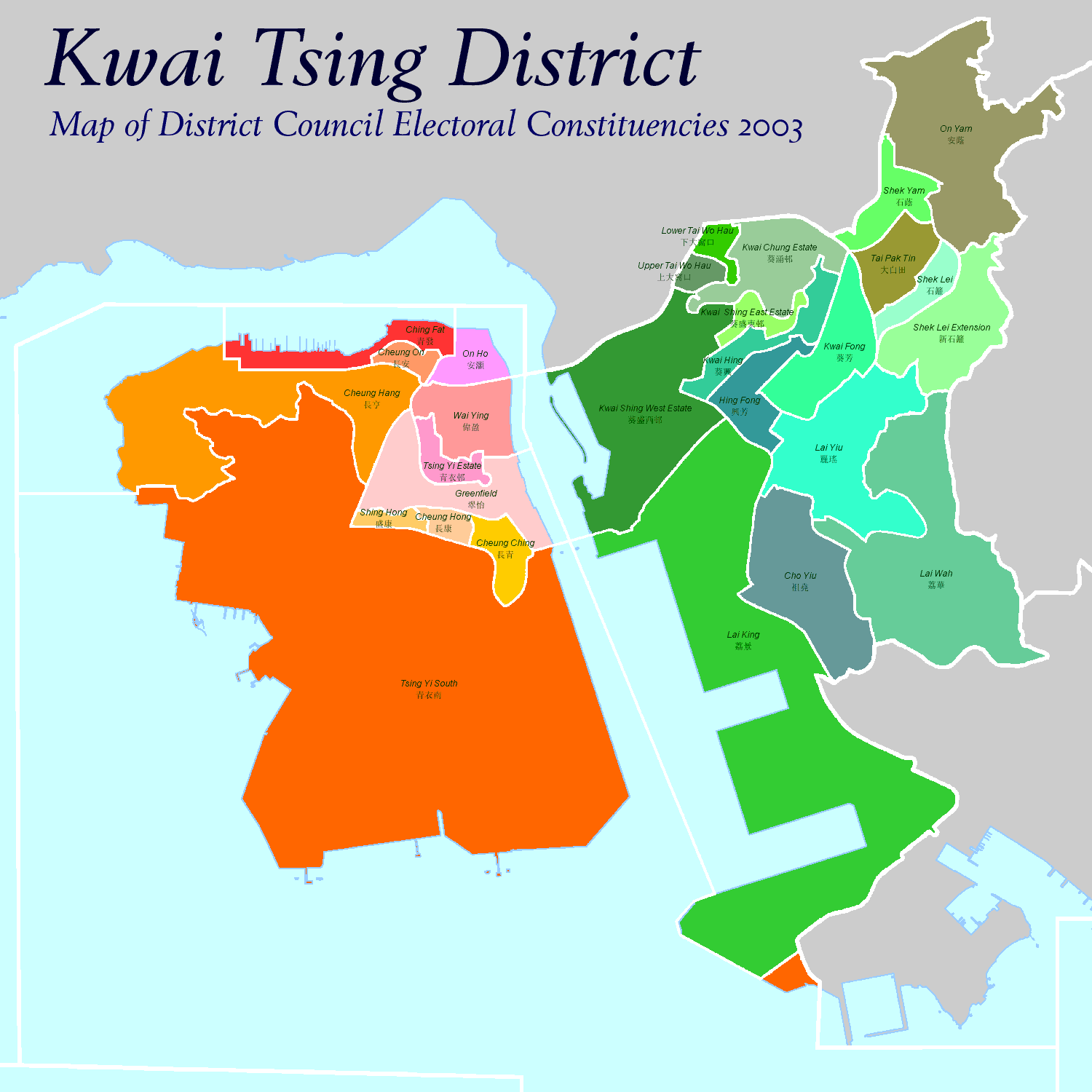
Podział dzielnicy na okręgi

Kwai Tsing (chin. trad.: 葵青區) – jedna z 18 dzielnic Specjalnego Regionu Administracyjnego Hongkong Chińskiej Republiki Ludowej.
Dzielnica położona jest w regionie Nowe Terytoria. Dzielnica składa się z dwóch części, Kwai Chung oraz wyspy Tsing Yi. Powierzchnia dzielnicy wynosi 21,82 km², liczba ludności według danych z 2006 roku wyniosła 523 300, co przekłada się na gęstość zaludnienia wynoszącą 22 421 os./km².
W latach 80. XX wieku, kiedy Hongkong został podzielony na dzielnice, Kwai Tsing był częścią dzielnicy Tsuen Wan aż do 1 kwietnia 1985 roku. Po wydzieleniu się dzielnicy do 1988 roku nosiła nazwę Kwai Chung and Tsing Yi District (葵涌及青衣區), a następnie została skrócona do obecnej nazwy. 
Wzdłuż wybrzeży kanału Rambler (pomiędzy Kwai Chung i wyspą Tsing Yi) znajduje znaczący terminal kontenerowy. Przez wyspę Tsing Yi przebiega północna droga szybkiego ruchu Lantau, która przez most Tsing Ma  prowadzi do portu lotniczego Hongkong.

## Okręgi
Od 2003 roku dzielnica podzielona jest na 28 okręgów:
Kwai Chung

- Kwai Hing
- Kwai Shing East Estate
- Upper Tai Wo Hau
- Lower Tai Wo Hau
- Kwai Chung Estate
- Shek Yam
- On Yam
- Shek Lei Extension
- Shek Lei
- Tai Pak Tin
- Kwai Fong
- Lai Yiu
- Lai Wah
- Cho Yiu
- Hing Fong
- Lai King
- Kwai Shing West Estate

Tsing Yi

- On Ho
- Wai Ying
- Tsing Yi Estate
- Greenfield
- Cheung Ching
- Cheung Hong
- Shing Hong
- Tsing Yi South
- Cheung Hang
- Ching Fat
- Cheung On